# Медведев, Сергей Юрьевич (пограничник)
Серге́й Ю́рьевич Медве́дев (1970—2005) — офицер российских пограничных войск, Герой Российской Федерации (1994).

## Биография
Родился 9 сентября 1970 года в Алма-Ате в семье пограничника.
В 1987 году окончил Уссурийское СВУ, затем — Высшее пограничное командное училище КГБ СССР имени Ф. Э. Дзержинского в Алма-Ате. Службу проходил заместителем начальника 11-й пограничной заставы 134-го пограничного отряда Восточного пограничного округа, с февраля 1993 — заместителем начальника 16 пограничной заставы 102 пограничного отряда по работе с личным составом Северо-Западного пограничного округа.
С марта 1994 года — заместитель начальника 12-й пограничной заставы по работе с личным составом в Группе пограничных войск Российской Федерации в Республике Таджикистан (117-й пограничный отряд).
19 августа 1994 года возглавил оборону поста боевого охранения, подвергшегося нападению 60 афганских моджахедов. В течение трёх часов, до прибытия группы усиления из состава резерва, руководил боем, несмотря на полученные множественные осколочные ранения. Указом президента РФ от 3 октября 1994 года № 1965 за мужество и героизм, проявленные при исполнении воинского долга, старшему лейтенанту С. Ю. Медведеву присвоено звание Героя Российской Федерации.
С 1995 года — офицер отделения воспитательной работы, с 1997-го — преподаватель кафедры специальных дисциплин Московского военного института ФПС РФ. Окончил Московскую юридическую академию. Полковник юстиции.
В 2004 году уволен в запас, работал в компании мобильной связи. Являлся одним из соучредителей благотворительной общественной организации «Герои России».
Погиб 21 мая 2005 года.[уточнить]